# Милка Минић
Милка Минић (рођ. Јанковић; Чачак, 19. децембар 1915 — Београд, 29. јун 2000) била је учесница Народноослободилачке борбе и друштвено-политичка радница СФРЈ и СР Србије.

## Биографија
Рођена је 19. децембра 1915. године у Чачку, где је 1934. завршила основну школу и чачанску гимназију. На катедри за физику Филозофског факултета у Београду дипломирала је 1938. године. До почетка Другог светског рата, 1941. године, радила је као професор — најпре кратко у Крушевцу, а потом у Грађанској школи у Ваљеву.
Још као ученица чачанске гимназије приступила је револуционарном омладинском покрету. За време студија на Београдском универзитету припадала је револуционарном студентском покрету и учествовала у његовим акцијама. Године 1936. примљена је у чланство Савеза комунистичке омладине Југославије (СКОЈ) и Комунистичке партије Југославије (КПЈ). Поред политичког рада на Универзитету, политички је деловала међу радницима фабрике „Моравија“ у Београд и међу радницима и омладином Чачка. Од 1939. до 1940. била је члан Месног комитета КПЈ за Чачак, а за време службовања у Ваљеву, активно је учествовала у раду Месног комитета КПЈ за Ваљево, чији је била члан.
После Априлског рата и окупације Краљевине Југославије, 1941. године, активно је учествовала у организовању устанка у ваљевском крају. Пошто је као професор била позната у Ваљеву, морала је прећи у илегалност, да не би била ухапшена. Учествовала је у организовању Ваљевског партизанског одреда и била његов борац. Као искусан политички радник, била је члан Окружног комитета КПЈ за Ваљево, учествовала на зборовима и вршила агитацију за Народноослободилачки покрет (НОП) на терену Качера, Љига, Мионице и Крупња.
После Прве непријатељске офанзиве и повлачења главнине партизанских јединица у Санџак, крајем 1941. године, партизански покрет у Србији, био је у озбиљној кризи. Почетком 1942. године дошло је до уништења Ваљевског партизанског одреда, а Милка је марта 1942. године у околини Љига била заробљена од стране припадника Српске државне страже (Недићевци) и потом предата четницима Драже Михаиловића, који су је као „истакнутог комунисту“ предали Специјалној полицији у Београду. Кратко време боравила је у Бањичком логору, а потом је, на захтев ваљевске полиције, пребачена у затвор у Ваљеву. Током боравка у ваљевском затвору, била је мучена, али је сплетом срећних околности успела да побегне, јуна 1942. године. 
Потом је Покрајински комитет КПЈ за Србију, упутио у Шумадију, где је у својству члана, а касније и секретара Окружног комитета КПЈ за Аранђеловац, радила на обнављању Шумадијског партизанског одреда. У јесен 1943. је ПК КПЈ за Србију упутио у тада тек формирану Прву јужноморавску бригаду, где је обављала функцију заменика политичког комесара. Заједно са бригадом, прешла је у Босну, а одатле је, марта 1944. године, по налогу ПК КПЈ за Србију, прешла у Шабац, где је преузела функцију секретара Окружног комитета КПЈ и радила на обнављању Мачванског партизанског одреда.
После ослобођења Београда, у јесен 1944. године, учествовала је као делегат на заседању Велике антифашистичке народноослободилачке скупштине Србије. Последњег дана заседања ове скупштине, 12. новембра 1944. године, председавала је радом скупштине — била је прва жена Србије и Југославије, која је председавала овакво високим телом. Почетком децембра, након ослобођења Чачка, одлуком ПК КПЈ за Србију, постављена је за секретара Окружног комитета КПЈ за Чачак и на овој функцији остала је све до почетка 1947. године, када је упућена на раду Владу ФНРЈ у Београд.
Била је министар без портфеља у Влади ФНРЈ и директор Савезне дирекције за нафту. Упоредо са овим државним функцијама, обављала је и функцију организационог секретара Градског комитета КПС за Београд. Касније је била бирана за председника Контролне комисије НР Србије и председника Комитета за универзитет, високе школе и научне установе НР Србије. Половином 1950-их постала је министар просвете у Извршном већи НР Србије, а потом председник Савета за просвету Савезног извршног већа. Од 1962. године била је директор Југословенског института за раднички покрет и на овој дужности је пензионисана 1972. године.
Бирана је за народног посланика Савезне скупштине СФРЈ и Скупштине СР Србије, а била је и члан Савета федерације. Бирана је за члана Централног комитета Савеза комуниста Југославије (од Седмог конгреса) и Централног комитета Савеза комуниста Србије. У периоду од 1963. до 1969. била је потпредседник Савезне конференције ССРН Југославије.
У време разбијања Југославије, почетком 1990-их, заједно са супругом, активно се супротставила политици Слободана Милошевића. Била је један од оснивача Друштва за истину о Народноослободилачкој борби, које су половином 1990-их основали истакнути учесници Народноослободилачког рата, који су иступили из СУБНОР. Касније се повукла из политичког живота и заједно са супругом, Милошем Минићем, живела у викендици у близини Чачка.
Умрла је 29. јуна 2000. године у Београду, где је кремирана, а њена урна сахрањена је на градском гробљу у родном Чачку.
Носилац је Партизанске споменице 1941. и других југословенских одликовања, међу којима су — Орден југословенске звезде с лентом, Орден народног ослобођења и Орден братства и јединства са златним венцем.

### Породица
Милка Минић потиче из револуционарне породице Јанковић из Чачка, која је активно учествовала у Народноослободилачкој борби. Њени родитељи су поред Милке, имали још два сина — старијег Драгишу и млађег Милана. Милкин отац умро је пре почетка Другог светског рата, а мајка Зорка је била заточена у Бањичком логору, од 27. априла 1942. до његовог расформирања почетком октобра 1944. године.
Милин старији брат Драгиша Јанковић, рођен 1914. године, био је штампарски радник и сарадник Народноослободилачког покрета. Немци су га стрељали у дворишту „Пиваре” у Чачку, 18. септембра 1941. године.
Милкин млађи брат Милан Бата Јанковић, рођен 1919. године, био је студент медицине и један од истакнутијих комуниста Чачка. После окупације, као члан и инструктор ОК КПЈ за Чачак био је организатор устанка у чачанском и драгачевском срезу. Током октобра и новембра 1941. године био је председник Одбора за борбу против пете колоне. Заробили су га четници и после страховитог мучења, заклали у ноћу 24/25. новембра 1941. године у селу Лиси, код Ивањице. Његова супруга Надежда Нада Јанковић (девојачко Вилимановић), рођена 1920. године у Атеници, такође је била студент медицине и члан КПЈ. Учествовала је у организовању устанка у Чачку и околини, а касније је прешла на рад у окупирани Београд. Почетком 1942. године је ухапшена и одведена у Бањички логор. Пошто је била у другом стању, на залагање других затвореница, није одмах стрељана. Стрељана је 7. јуна 1943. године у Јајинцима.
Милка се још за време студентских дана, 1936. године, удала за студента права и члана КПЈ Милоша Минића (1914—2003), народног хероја. Пошто су обоје били активни у револуционарном покрету, њихов је брак, од периода завршетка студија па све до завршетка рата, био запостављен — Милош је од 1938. живео у Чачку, а Милка у Ваљеву; од 1940. до почетка рата Милош је илегално живео у Крушевцу; у току рата од 1941. до 1945. Милош и Милка су се срели свега три пута, јер су стално били на различитим подручјима. Након рата, Милош и Милка су добили две ћерке, а касније и петоро унучади. Њихова ћерка Јелица Минић, једно време је била помоћник министра спољних послова СРЈ Горана Свилановића.